# Isabel Franc
Isabel Franc (Barcelona, 1955) és una escriptora catalana. En algunes de les seves novel·les signa amb el pseudònim de Lola Van Guàrdia. Les seves obres es caracteritzen per l'humor i per estar generalment centrades en el món de l'homosexualitat femenina. També ha impartit conferències i cursos d'escriptura. Ha estat convidada per diverses universitats nord-americanes. El seu estil caracteritzat pel sentit de l'humor, combina la sàtira, la ironia i la paròdia en un univers on les dones són les protagonistes
| «         | Escribe con sarcasmo y ternura a partes iguales sobre unos seres que podrían pulular por una película de Woody Allen aunque tengan un pie siempre puesto en una de Almodóvar. | » |
| — El País | |   |

Des de 2010 és professora a l'Escola d'Escriptura de l'Ateneu Barcelonès, on imparteix cursos d'escriptura i literatura humorística, entre d'altres. Ha col·laborat com a articulista en diverses publicacions. En l'actualitat és col·laboradora habitual de La Independent, Agència de Notícies amb Visió de Gènere.

## Obra

### Novel·les
Es va donar a conèixer per a la literatura amb Entre todas las mujeres (Tusquets 1992), una obra insòlita que va merèixer ser finalista del Premi La Sonrisa Vertical.
És l'autora de la celebrada Trilogia de Lola Van Guardia, editada per Egales, que inclou els títols: Con Pedigree (1997), Plumes de Doble Filo (1999) i La mansión de las Tríbadas (2002), traduïdes a diversos idiomes.
Al novembre de 2004 va publicar No me llames cariño (Egales) que va rebre el Premi Shangay a la millor novel·la de l'any.
El 2006 Las razones de Jo, publicada a Lumen i qualificada com “una versió insòlita, divertida i irreverent de Mujercitas".
El 2012 Elogio del Happy End, publicada a Egales i guanyadora del VI premi Terenci Moix de literatura LGBT.

### Narració curta
2008 Cuentos y Fábulas de Lola Van Guardia (Egales) recopilació de relats.

#### Obres col·lectives
Otras Voces (Egales 2002). Las chicas con las chicas (Egales 2008). Noves dames del crim (Llibres del Delicte, 2015), Ábreme con cuidado (ed. Dos bigotes 2015) amb Incidente en el salón, una paròdia del famós saló de Natalie Barney a la Rive Gauche parisenca dels anys 20, i Donde no puedas amar no te demores (Egales 2016).

### Novel·la gràfica
El 2010 publica, juntament amb la dibuixant Susanna Martín, Alicia en un món real (Norma còmic) una novel·la gràfica sobre el càncer de mama, no exempta d'ironia, que va rebre el Premi Jennifer Quiles 2011.
El 2014, de nou en col·laboració amb Susanna Martín i Norma còmic, publica Sansamba, una altra novel·la gràfica amb tocs autobiogràfics. Una reflexió sobre les fronteres culturals i emocionals a partir d'una amistat suposadament impossible.

### Assaig
2007 Del pozo a la hiena: humor e ironía en la llamada literatura lésbica en el volumen colectivo Cultura, homosexualidad y homofobia. Vol II Amazonia: retos de visibilidad lesbiana (Laertes 2007).
2012 Envers un Elogi del happy end, a Accions i reinvencions. Cultures lèsbiques a la Catalunya del tombant de segle XXI (UOC) Coordinat per Meri Torras.
El 2013 apareix el llibre col·lectiu Desconegudes & Fascinants a Egales, una recopilació de mini biografies per visibilitzar dones silenciades.
El 2017 coordina i edita Las HumoristAs. Ensayo poco serio sobre mujeres y humor, publicat per Icària. En to humorístic, el llibre fa una profunda reflexió sobre la presencia/absència de les dones en el terreny de l'humor.

### Traducció i edició
És cotraductora de El jardín de Shahrzad (Egales 2008), editora i prologuista de la nova versió de Ladies Almanach de Djuna Barnes (Egales 2008).

### Teatre
Participa en el muntatge teatral Yo Gloria Fuertes, de Gloria Bosch dirigit per Ariadna Martí de Puig. És autora de l'obra De Generacions, un text per a tres personatges que ens presenta com entenen, viuen i expressen el feminisme dues generacions separades en el temps.

## Premis
- 1992: Finalista del premi La Sonrisa Vertical.
- 2004: Premi Shangay.
- 2011: Premi Jennifer Quiles.
- 2011: Premio Fundación Arena de Narrativa GLBTQ.[27]